# Ракобовты
Ракобовты (укр. Ракобовти) — село в Бусской городской общине Золочевского района Львовской области Украины.
Население по переписи 2001 года составляло 562 человека. Занимает площадь 3,33 км². Почтовый индекс — 80515. Телефонный код — 3264.